# Allister Carter
Allister „Ali“ Carter (* 25. Juli 1979 in Colchester, Essex) ist ein englischer Snookerspieler, der seit den 1990ern Profispieler ist. In dieser Zeit wurde er zwei Mal Vize-Weltmeister, erreichte Platz 2 der Snookerweltrangliste und spielte drei Maximum Breaks.

## Karriere

### Bis 2002: Anfänge
Carter begann seine Profikarriere zur Saison 1996/97. Da die Profitour zu diesem Zeitpunkt keine sportlichen Qualifikationsbeschränkungen kannte, genügte die Zahlung eines Startgelds. Obwohl er die Runde der letzten 32 der Benson and Hedges Championship (die keinen Einfluss auf die Weltrangliste hatte) und die finale Qualifikationsrunde des Weltranglistenturniers International Open erreichte, stand er am Saisonende nur auf Platz 286 der Weltrangliste. Zum Beginn der neuen Saison beschränkte der Weltverband die Zahl der Spieler auf der Profitour auf einige Dutzend. Als wichtiges Qualifikationskriterium diente die Weltrangliste. Die notwendige Platzierung in den Top 64 verpasste Carter aber deutlich. Da er auf eine Qualifikation über die WPBSA Qualifying School verzichtete, musste er in der folgenden Spielzeit auf die als zweitklassig beworbene UK Tour 1997/98 ausweichen. Hier gehörte er mit zwei Viertelfinalteilnahmen zu den besten Spielern. Daher kehrte er nach nur einer Saison wieder in die erstklassige Tour zurück.
Zur Absicherung nahm Carter auch an der UK Tour 1998/99 teil, wo er bei einem Event das Halbfinale erreichen konnte. Auf der eigentlichen Profitour konnte er an seine vorherige Form anschließen und erreichte bei den Welsh Open 1999 erstmals die Hauptrunde eines Weltranglistenturniers. Zusätzlich zog er bei der Benson and Hedges Championship wieder in die Runde der letzten 32 ein. Am Ende der Saison wurde er auf Platz 142 der Weltrangliste geführt. Während der folgenden Saison erreichte er die Runde der letzten 32 der Scottish Open. Mit einer Halbfinalteilnahme beim Grand Prix gelang Carter ein überraschender Erfolg. Wenige Wochen später gewann er mit der Benson and Hedges Championship 1999 sein erstes Profiturnier. Zwar hatte dieses weiterhin keinen Einfluss auf die Weltrangliste, verschaffte ihm aber einen Startplatz beim prestigeträchtigen Masters. Hier unterlag er – nach einem Sieg über Altmeister Steve Davis – im Achtelfinale Ken Doherty. Auf der Weltrangliste belegte er mit Rang 92 erstmals einen Platz in den Top 100.
Mitte 2000 wurde Carter vom Weltverband als Newcomer of the Year ausgezeichnet. Zudem benannte ihn der Weltverband als einen Young Player of Distinction. In den folgenden beiden Spielzeiten konnte er sich auf der Profitour etablieren. Regelmäßig erreichte er die Hauptrunden der Ranglistenturniere. Sowohl bei den Scottish Open 2001 als auch bei den Scottish Open 2002 erreichte er das Achtelfinale, bei den British Open 2001 das Viertelfinale. Auf der Weltrangliste war er bereits Mitte 2001 mit Platz 61 erstmals in den Top 64 geführt, ein Jahr später erreichte er mit Rang 31 die Top 32.

### 2002–2008: Aufstieg in die Top 16 und Vize-Weltmeister 2008

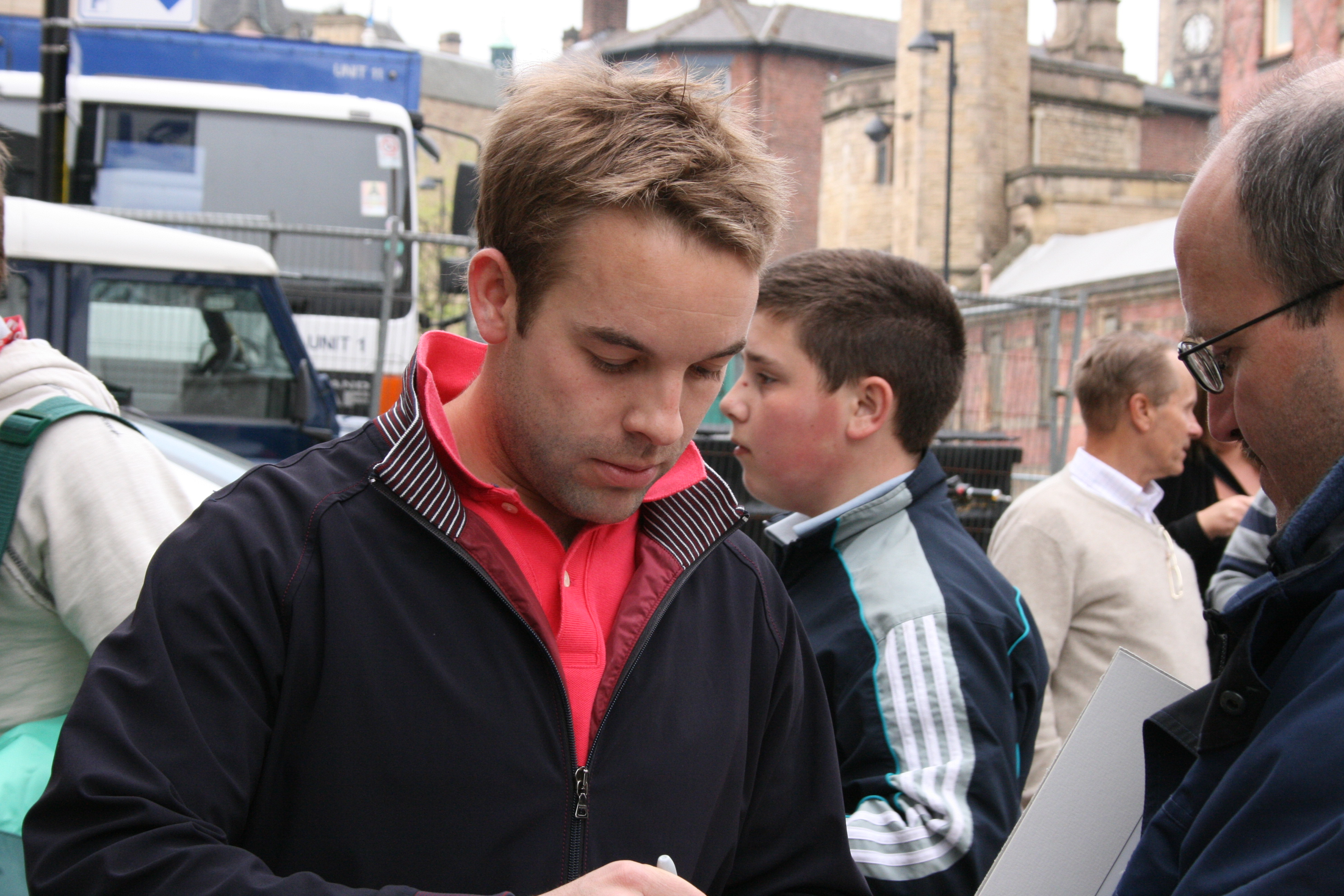
Carter bei der WM 2007

Diese Form konnte Carter in den nächsten drei Saisons beibehalten. Weiterhin stand er regelmäßig in den Hauptrunden der Ranglistenturniere. Bei den British Open 2002, den Scottish Open 2003, dem LG Cup 2003 und der UK Championship 2004 reichte es jeweils sogar für eine Viertelfinalteilnahme. Zusätzlich zog er bei der Snookerweltmeisterschaft 2003 erstmals in die WM-Hauptrunde im Crucible Theatre ein. Während er sowohl in diesem Jahr als auch bei der Ausgabe 2004 in der ersten Hauptrunde ausschied, verlor er bei der Ausgabe 2005 erst im WM-Achtelfinale. Auf der Weltrangliste wurde er in diesen Spielzeiten konstant in den Top 20 geführt, ohne aber die Top 16 zu erreichen. Nach Platz 17 belegte er zwei Spielzeiten in Folge Rang 19.
Noch etwas besser verliefen die anschließenden zwei Saisons. Weitere drei Male schied er bei Ranglistenturnieren erst im Viertelfinale aus; neben den Welsh Open 2007 waren mit der UK Championship 2005 und der Snookerweltmeisterschaft 2007 diesmal gleich die beiden wichtigsten Ranglistenturniere dabei. Zusätzlich erreichte er beim Malta Cup 2007 erstmals seit acht Jahren das Halbfinale eines Ranglistenturnieres. Ferner stand er zum zweiten Mal in seiner Karriere wieder in einem Profifinale. Beim Masters Qualifying Event 2005, dem Nachfolger der Benson and Hedges Championship, unterlag er aber Stuart Bingham. Seine Ergebnisse reichten insgesamt aus, um erstmals in die Top 16 einzusteigen. Mitte 2007 war er auf Platz 14 gelistet.
Über weite Teile sah die Saison 2007/08 nach einem Dämpfer aus. Häufig schied er bei wichtigen Turnieren im Achtelfinale oder in der Runde der letzten 32 aus und erreichte nur bei den Welsh Open das Viertelfinale. Zusätzlich überstand er bei der Championship League ganze sechs Gruppen, ehe er ausschied. Der Durchbruch in die Finalgruppe des Einladungsturnieres gelang ihm trotzdem nicht. Die Snookerweltmeisterschaft wurde dann zum Höhepunkt seiner Saison. Nachdem Carter bereits Barry Hawkins und Shaun Murphy besiegt hatte, gelang ihm in seiner Viertelfinalpartie gegen Peter Ebdon das erste Maximum Break seiner Profikarriere. Anschließend zog er sogar ins WM-Finale ein und traf dort auf Ronnie O’Sullivan, der im Verlauf des Turnieres ebenfalls ein Maximum Break gespielt hatte. Am Ende siegte der favorisierte O’Sullivan zwar 8:18, doch Carter wurde mit seinem ersten Ranglistenturnier-Endspiel direkt Vize-Weltmeister. Das führte ihn auf Platz 7 der Weltrangliste. Nur Tage später gewann er den nicht-professionellen Huangshan Cup.

### 2008–2013: Jahre in den Top 10 und Vize-Weltmeister 2012
Danach war Carter für einige Zeit ein wichtiger Bestandteil der Weltspitze. So erreichte er in der Saison 2008/09 beim Masters das Viertelfinale und bei gleich drei Ranglistenturnieren die Halbfinale. Gegen Joe Swail gewann er bei den Welsh Open zudem zum ersten Mal in seiner Karriere ein Ranglistenturnier. In der nächsten Saison verpasste er bei den Welsh Open die Titelverteidigung nur knapp und verlor im Endspiel gegen John Higgins. Ferner schied er bei der UK Championship im Viertelfinale sowie bei den China Open und der Snookerweltmeisterschaft im Halbfinale aus. Schließlich gewann er in der Saison 2010/11, neben ähnlich guten anderen Ergebnissen wie in den vorherigen Spielzeiten, mit dem Shanghai Masters seinen zweiten Titel bei einem Weltranglistenturnier.  Ende 2010 sogar zeitweise auf Platz 2 der Weltrangliste geführt, war er in dieser Zeit konstant in den Top 10 platziert. Mitte 2010 belegte er Rang 6.

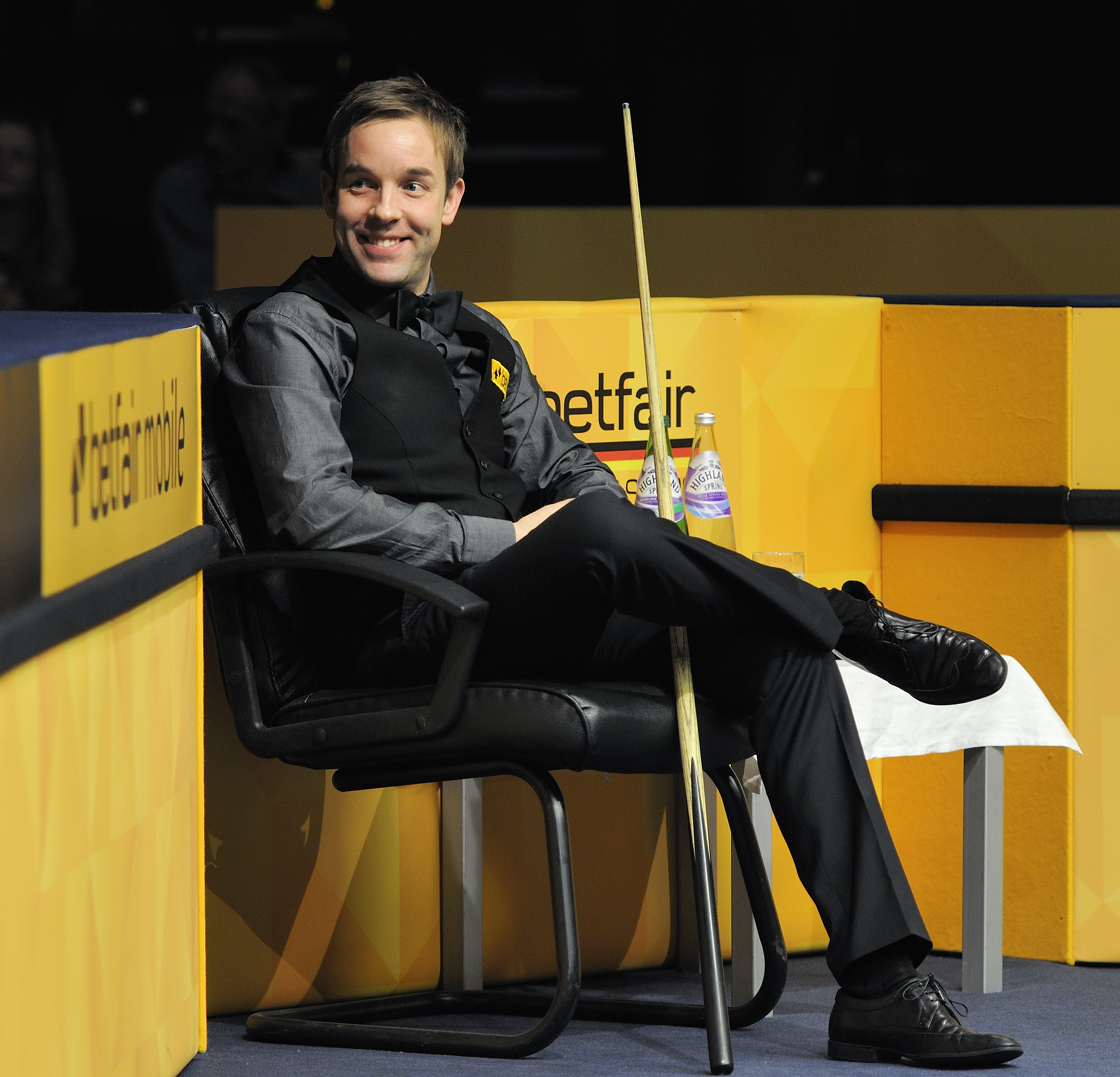
Carter beim German Masters 2013

Auch die Saison 2011/12 verlief recht gut: Neben einer Viertelfinalteilnahme beim Brazil Masters verlor er im Endspiel des Wuxi Classic gegen Mark Selby. Beides waren aber nur Einladungsturniere ohne Einfluss auf die Weltrangliste, im Gegensatz zu den China Open, bei welchen er das Viertelfinale erreichte. Zum Saisonende erreichte er zum zweiten Mal das Finale der Snookerweltmeisterschaft. Erneut traf er auf Ronnie O’Sullivan, der ihn erneut besiegte, diesmal mit 11:18. Nichtsdestotrotz war Carters zweiter Vize-Weltmeister-Titel ein großer Erfolg, der aber nur bedingt die Erfolge der vergangenen Saisons ausgleichen konnte, welche nach zwei Jahren nicht mehr für die Weltrangliste zählten. Hinzu kamen Carters prozentual schlechtere Wertung, da es aufgrund der Reformen von Barry Hearn nun mehr Turniere gab, von denen Carter prozentual an weniger finale Runden teilnahm. So rutschte der amtierende Vize-Weltmeister auf der Weltrangliste auf Platz 17 ab. Zum ersten Mal seit 2005 war er nicht mehr Teil der Top 16. Zeitweise dachte er deshalb sogar über einen Rücktritt vom Profi-Snooker nach, verwarf diesen Gedanken aber schnell.
In der nächsten Saison kehrte Carter fulminant zurück: Gute Ergebnisse bei den Events der Players Tour Championship, eine Viertelfinalteilnahme beim Shanghai Masters, eine Halbfinalteilnahme bei der UK Championship und der Sieg beim German Mastes brachten wichtige Weltranglistenpunkte. Zusätzlich erreichte er das Finale der Championship League und verlor dort gegen Martin Gould. Das Turnier hatte aber nach wie vor keinen Einfluss auf die Weltrangliste. Insgesamt reichten seine Ergebnisse knapp für die Rückkehr in die Top 16; er belegte Mitte 2013 exakt den 16. Platz.

### 2013–2016: Krebserkrankungen und Comeback

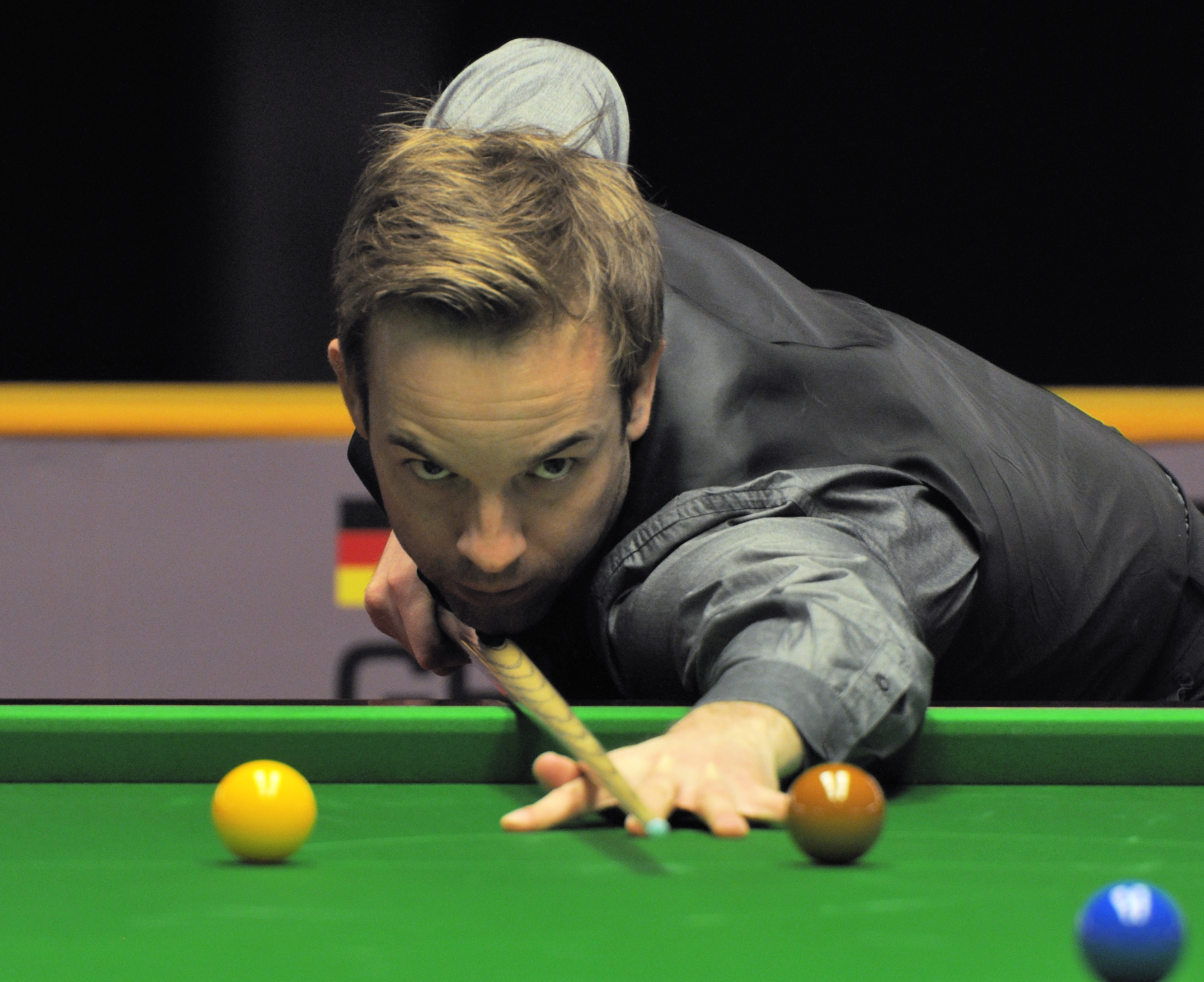
Carter beim German Masters 2014

Carter startete in die Saison 2013/14 mit einer Achtelfinalteilnahme beim Wuxi Classic. Wenige Tage später wurde bei Carter Hodenkrebs diagnostiziert. Der Tumor wurde operativ entfernt, ferner wurde Carter mit einer Chemotherapie behandelt. Am 19. Juli gab der Engländer bekannt, vollständig geheilt zu sein. Zunächst ging man von einer Pause von wenigen Wochen aus, später war eine Rückkehr zum Shanghai Masters Mitte September geplant. Tatsächlich kehrte Carter bereits bei den Bluebell Wood Open Mitte August auf die Profitour zurück. Nachdem er dort früh verloren hatte, erreichte er beim Paul Hunter Classic direkt das Halbfinale. Bemerkenswerterweise ist das Turnier nach Paul Hunter benannt, der 2006 an einer Krebserkrankung verstarb. Im übrigen Saisonverlauf schied Carter häufig recht früh aus. Nur zwei Mal erreichte er noch die finale Runden eines Turnieres: ins Viertelfinale des Champion of Champions, ein Einladungsturnier, sowie ins Halbfinale der China Open. Zum Saisonende gelang ihm bei der Snookerweltmeisterschaft eine Achtelfinalteilnahme. Insgesamt verbesserte er sich auf der Weltrangliste sogar um drei Plätze auf Rang 13.
Knapp drei Wochen später wurde bei Carter erneut eine Krebserkrankung diagnostiziert, diesmal Lungenkrebs. Erneut wurde er per Chemotherapie behandelt und nahm eine mehrmonatige Pause vom Profisnooker. Auf Betreiben des Vorsitzenden des Weltverbandes, Jason Ferguson, wurde Carters Weltranglistenposition in den Top 16 eingefroren, um ihm seine spätere Rückkehr zu erleichtern. Im August gab er bekannt, dass die Behandlung abgeschlossen sei und er in wenigen Wochen zum Profisnooker zurückkehren wolle. Seine Rückkehr feierte er beim General Cup, einem offiziell nicht-professionellen Turnier, an dem aber de facto nur Profispieler teilnahmen. Überraschend konnte Carter das Turnier gegen Shaun Murphy gewinnen. Dank seiner eingefrorenen Weltranglistenposition konnte er wenig später auch am Champion of Champions teilnehmen, verlor aber bereits sein Auftaktspiel. Frühe Niederlagen musste Carter im weiteren Saisonverlauf noch einige verkraften, schaffte es aber auch die finale Gruppenphase der Championship League und das Viertelfinale des Masters. In Sachen Ranglistenturniere konnte er sowohl bei den Welsh Open als auch bei der Snookerweltmeisterschaft das Achtelfinale erreichen. Trotzdem musste er auf der Weltrangliste ein Abrutschen auf Platz 29 hinnehmen, da die Zeit der eingefrorenen Position 13 abgelaufen war.
Die nächste Saison verlief schon wieder besser, denn Carter gewann jedes Auftaktspiel und überstand meistens auch die zweite Runde. Regelmäßig schaffte er es so in die Runde der letzten 16, unter anderem bei der Snookerweltmeisterschaft. Sowohl beim World Grand Prix als auch bei den Grand Finals der Players Tour Championship 2015/16 erreichte er das Viertelfinale. Zuvor hatte er zum ersten Mal ein Event der Players Tour Championship gewonnen: es war ausgerechnet das Paul Hunter Classic. Ferner zog er erneut in die finale Gruppenphase der Championship League ein, musste aber auf der Weltrangliste erneut Verluste hinnehmen und konnte sich mit Platz 32 nur knapp in den Top 32 halten.

### Seit 2016: Sporadische Erfolge und konstante Platzierungen um Rang 20

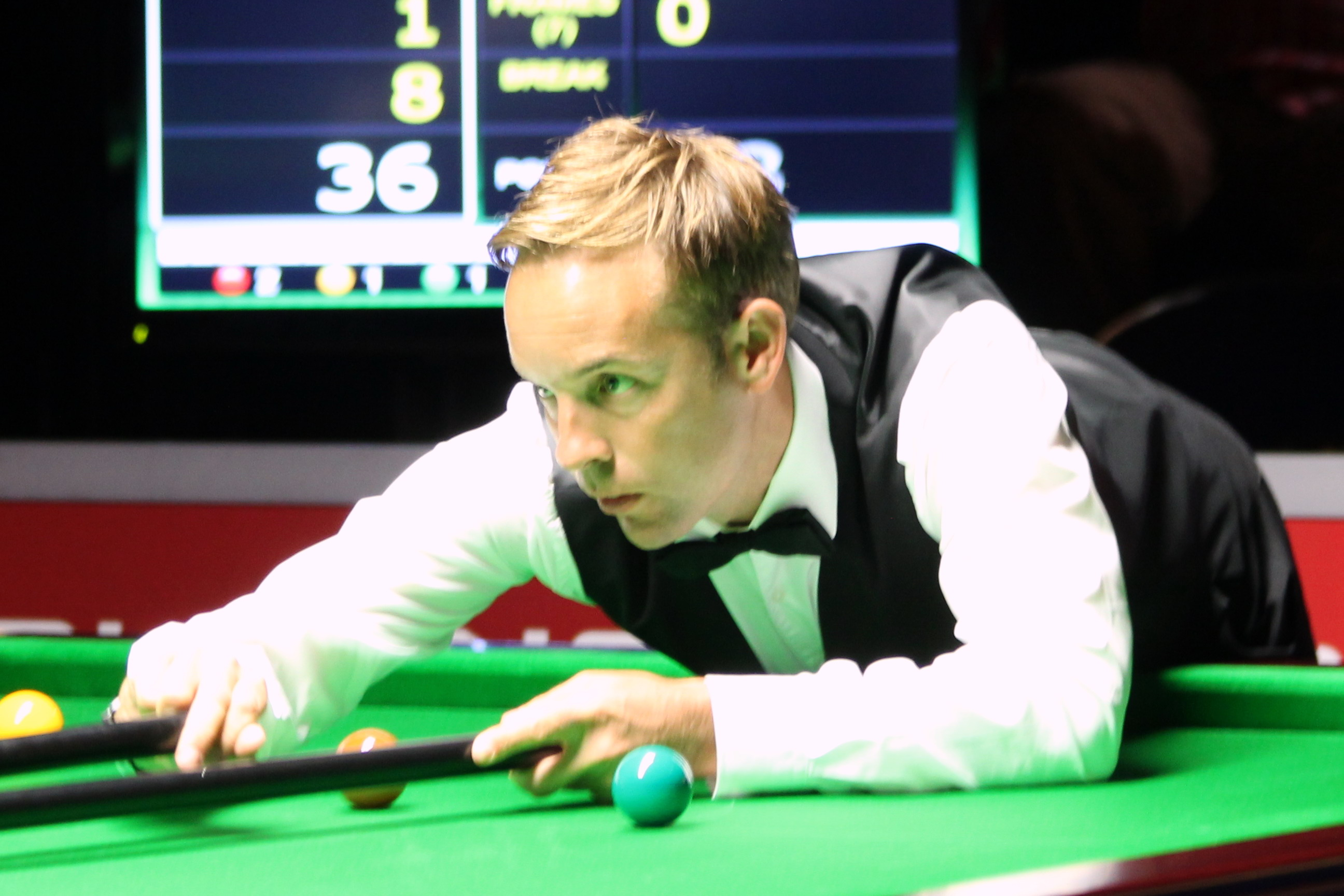
Carter beim Paul Hunter Classic 2016

Die nächsten beiden Saisons waren für Carter mit einigen Erfolgen versehen: Mit den World Open 2016 gewann er sein viertes Ranglistenturnier und unterlag beim German Masters 2017 erst im Finale gegen Anthony Hamilton. Regelmäßig stand er zudem in Viertelfinals, unter anderem bei der Snookerweltmeisterschaft 2018. Bei der Players Championship 2017 und bei der China Championship 2017 stand er sogar im Halbfinale. Selbiges gelang ihm 2018 auch bei der Championship League und beim Romanian Masters, die aber beide keine Ranglistenturniere sind. 2017 erreichte er zudem das Finale des „Snooker Mixed“-Wettbewerbs der World Games 2017, verlor jedoch gegen seinen britischen Mannschaftskollegen Kyren Wilson. Somit musste sich Carter mit der Silbermedaille begnügen. Ferner spielte er beim German Masters 2016 das zweite Maximum Break seiner Karriere.
Seine guten Ergebnisse bei den Ranglistenturnieren reichten aber für eine Rückkehr in die Top 16 aus. So stand er Mitte 2018 auf Platz 11 der Weltrangliste. Große Beachtung fand ferner ein Spiel zwischen Carter und Ronnie O’Sullivan bei der Snookerweltmeisterschaft. Während das Spiel in einer aufgeladenen Atmosphäre mitsamt Rempler stattfand, konnte Carter erstmals O’Sullivan in einem wichtigen Turnier besiegen. Carter benannte die Partie später als „wichtigstes Spiel“ seiner Karriere.
Danach verschlechterte Carters Form sich wieder ein wenig und er schied etwas häufiger früher aus. Zwar erreichte er weiterhin in unregelmäßigen Abständen ein Viertelfinale – unter anderem bei der Snookerweltmeisterschaft 2019 – doch er kam nur zwei Mal bei Weltranglistenturnieren darüber hinaus. Während er beim European Masters 2020 das Halbfinale erreichte, stand er zwar beim World Grand Prix 2019 im Endspiel, musste sich aber Judd Trump geschlagen geben. Zusätzlich erreichte er das Finale des Masters 2020, wo er gegen Stuart Bingham verlor. Zwar hat das Turnier keinen Einfluss auf die Weltrangliste, zählt trotzdem zu den wichtigsten Profiturnieren im Snooker. Insgesamt reichten seine Ergebnisse aber nicht mehr aus, um sich in den Top 16 zu halten. Immerhin blieb er meist in den Top 20; Mitte 2020 wurde er auf Rang 19 geführt.
Danach wurden die Teilnahmen an den finalen Runden der Turniere noch etwas seltener, denn Carter schied immer häufiger in den frühen Runden der Turniere aus. Immerhin erreichte er das Achtelfinale der British Open 2021, das Viertelfinale der Welsh Open 2021 und das Halbfinale der Northern Ireland Open 2020. Weitere Erfolge feierte er bei Gruppenturnieren. Während er bei der Championship League 2021 bereits die finale Gruppenphase erreicht hatte, zog er bei zwei anderen Rundenturnieren in die Endrunde ein. Diese hatten aber im Gegensatz zur Championship League 2021 Einfluss auf die Weltrangliste: Während er bei der Championship League 2021/2 mit Platz 2 in seiner Endrunden-Gruppe einen Finaleinzug knapp verpasste, belegte er bei der WST Pro Series 2021 in der finalen Gruppenphase den zweiten Rang. In der Phase mit acht Spielern musste er sich nur Mark Williams geschlagen geben. Alles in allem verschlechtert er sich auf der Weltrangliste trotzdem leicht und bewegte sich nun meist in den oberen 20er-Plätzen.
Für die Saison 2021/22 gab Carter die Rückkehr in die Top 16 als oberstes Ziel aus. Er erreichte die Achtelfinale der British Open 2021 und des World Grand Prix 2021 sowie die Viertelfinale der Welsh Open 2022 und des Turkish Masters 2022, schied aber auch mehrfach in der ersten oder zweiten Runde anderer Ranglistenturnier aus. Bei der Weltmeisterschaft 2022 unterlag er Matthew Stevens in der Runde der letzten 48 mit 8:10. Bei den British Open gelang ihm außerdem sein drittes Maximum Break. Zum Saisonende stand er auf Platz 20 der Weltrangliste und verpasste sein selbstgestecktes Ziel damit. Die nächste Saison begann mit zwei frühen Misserfolgen bei den British Open und Northern Ireland Open. Danach besserte sich seine Form jedoch schnell, sodass er bei den English Open das Viertelfinale erreichte, beim Snooker Shootout ins Achtelfinale kam und anschließend mit dem German Masters seinen fünften Titel bei einem Ranglistenturnier gewann. Wenig später verlor er erst im Endspiel der Players Championship gegen Shaun Murphy. Beim WST Classic erreichte er das Halbfinale, bei der Tour Championship das Viertelfinale und bei der Weltmeisterschaft schied er in der Runde der letzten 32 aus. Er beendete die Saison auf Platz 12 der Weltrangliste, seiner besten Platzierung seit 2017.[veraltet]

## Persönliches
Carter wurde 1979 in Colchester geboren. Später lebte er in Chelmsford. 2003 wurde bei ihm Morbus Crohn diagnostiziert, weshalb er drei Mal operiert werden musste und regelmäßig Medikamente einnehmen muss. Auch eine angepasste Ernährung hilft ihm dabei, die Krankheit recht gut im Griff zu haben. Später folgten die beiden Krebserkrankungen (siehe oben). Privat betreibt Carter das Fliegen als Hobby; er hat eine Pilotenlizenz. Ebenfalls besitzt er ein eigenes, kleines Flugzeug. Auf dieses Hobby spielt auch sein Spitzname The Captain an.

## Spielweise
Der Snooker-Journalist Hector Nunns schrieb 2016, Carter sei ein „großartiger Partiespieler“, der gut darin sei, die Schwächen seiner Gegner zu erkennen und auszunutzen. Darüber hinaus ließ er anklingen, dass Carters Erkrankungen seine Karriere beeinflusst haben dürften, von seiner Spielqualität her gesehen hätte er wohl mehr Titel gewinnen können. In seiner Karriere spielte Carter mehr als 400 Century Breaks, darunter auch drei Maximum Breaks. Insgesamt hat er mehr Century Breaks gespielt als der sechsfache Weltmeister Steve Davis.

## Erfolge

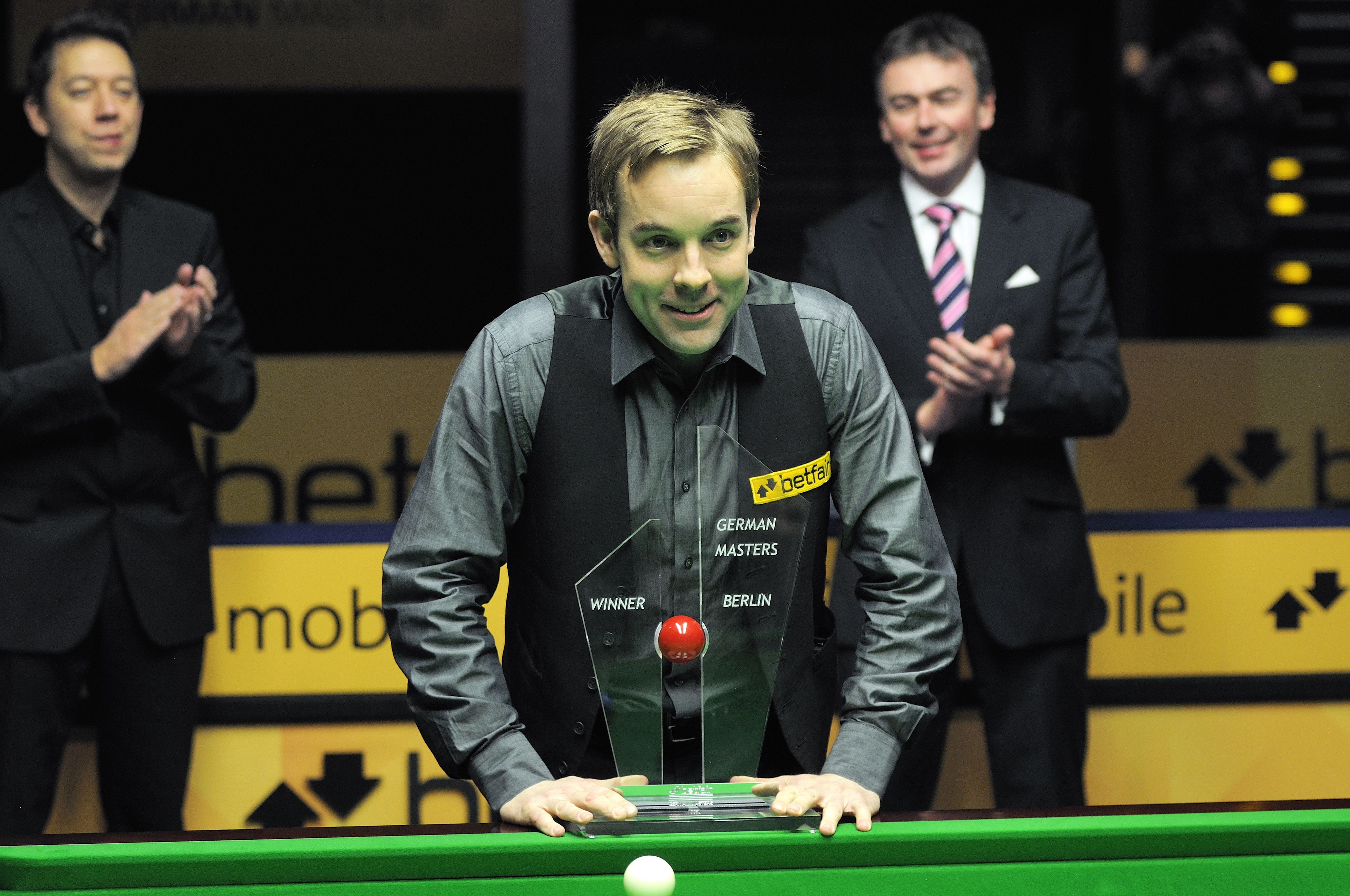
Carter nach dem Gewinn des German Masters 2013

Ranglistenturniere
| Ausgang | Jahr | Turnier                  | Finalgegner         | Ergebnis            |
| ------- | ---- | ------------------------ | ------------------- | ------------------- |
| Zweiter | 2008 | Snookerweltmeisterschaft | Ronnie O’Sullivan   | 8:18                |
| Sieger  | 2009 | Welsh Open               | Joe Swail           | 9:5                 |
| Zweiter | 2010 | Welsh Open               | John Higgins        | 4:9                 |
| Sieger  | 2010 | Shanghai Masters         | Jamie Burnett       | 10:7                |
| Zweiter | 2012 | Snookerweltmeisterschaft | Ronnie O’Sullivan   | 11:18               |
| Sieger  | 2013 | German Masters           | Marco Fu            | 9:6                 |
| Sieger  | 2016 | World Open               | Joe Perry           | 10:8                |
| Zweiter | 2017 | German Masters           | Anthony Hamilton    | 6:9                 |
| Zweiter | 2019 | World Grand Prix         | Judd Trump          | 6:10                |
| Zweiter | 2021 | WST Pro Series           | Gruppenphase Anm. 1 | Gruppenphase Anm. 1 |
| Sieger  | 2023 | German Masters           | Tom Ford            | 10:3                |
| Zweiter | 2023 | Players Championship     | Shaun Murphy        | 4:10                |
| Zweiter | 2023 | Wuhan Open               | Judd Trump          | 7:10                |
| Sieger  | 2024 | Championship League      | Jackson Page        | 3:1                 |

Minor-ranking-Turniere
| Ausgang | Jahr | Turnier             | Finalgegner  | Ergebnis |
| ------- | ---- | ------------------- | ------------ | -------- |
| Sieger  | 2015 | Paul Hunter Classic | Shaun Murphy | 4:3      |

Einladungsturniere
| Ausgang | Jahr | Turnier             | Finalgegner       | Ergebnis |
| ------- | ---- | ------------------- | ----------------- | -------- |
| Zweiter | 2011 | Wuxi Classic        | Mark Selby        | 7:9      |
| Zweiter | 2013 | Championship League | Martin Gould      | 2:3      |
| Zweiter | 2020 | Masters             | Stuart Bingham    | 8:10     |
| Zweiter | 2024 | Masters             | Ronnie O’Sullivan | 7:10     |

Non-ranking-Turniere
| Ausgang | Jahr | Turnier                        | Finalgegner    | Ergebnis |
| ------- | ---- | ------------------------------ | -------------- | -------- |
| Sieger  | 1999 | Benson and Hedges Championship | Simon Bedford  | 9:4      |
| Zweiter | 2005 | Masters Qualifying Event       | Stuart Bingham | 3:6      |

Amateurturniere
| Ausgang | Jahr | Turnier       | Finalgegner  | Ergebnis |
| ------- | ---- | ------------- | ------------ | -------- |
| Sieger  | 2008 | Huangshan Cup | Marco Fu     | 5:3      |
| Sieger  | 2014 | General Cup   | Shaun Murphy | 7:6      |
| Zweiter | 2017 | World Games   | Kyren Wilson | 1:3      |